# .ws
A .ws Szamoa internetes legfelső szintű tartomány kódja 1995 óta.
A kód eredete Nyugat-Szamoa angol nevéből ered és az 1970-es években alakították ki, amikor a kétbetűs országkódokat szabványosították (ISO 3166-1). Szamoán kívül előszeretettel regisztrálják „web site” vagy „world site” értelemben különösen olyan esetekben, amikor az általános legfelső szintű tartományok már foglaltak.

## Második szintű tartománykódok
- com.ws
- net.ws
- org.ws
- gov.ws
- edu.ws